# حكام كأس العالم 2018
في 29 مارس 2018، أصدر الاتحاد الدولي لكرة القدم قائمة من 36 حكماً رئيسياً و 63 حكماً مساعداً تم اختيارهم للإشراف على مباريات البطولة. وفي 30 أبريل 2018، أصدر الفيفا قائمة من 13 حكامًا تم اختيارهم للإشراف على تقنية الفيديو VAR. كذلك في 30 مايو 2018، تم حظر الحكم السعودي فهد المرداسي مدى الحياة بسبب اثبات التهمة عليه بتلقي رشوة، من رئيس نادي الاتحاد السعودي حمد الصنيع في إحدى مباريات كأس خادم الحرمين الشريفين. وقد تم استبعاده هو ومساعديه محمد الأبخري وعبد الله الشلوي. لم يتم اختيار حكمم بديل للموقوف فهد المرداسي، لكن تم تكليف كل من الإماراتي حسن المهري والياباني هيروشي ياموشي كحكمين مساعدين بدلاً من الحكام المساعدين الموقوفين.
فيما يلي قائمة حكام كأس العالم 2018، بما في ذلك المساعدين وحكام الفيديو.

## الحكام ومساعديهم
في 29 مارس 2018، نشر الفيفا قائمة الحكام (35) و مساعديهم (63) لكأس العالم 2018.
| الإتحاد القاري                    | الحكم                                                        | الحكام المساعدين                                                         |
| --------------------------------- | ------------------------------------------------------------ | ------------------------------------------------------------------------ |
| آسيا                              |                                                              |                                                                          |
| علي رضا فغاني (إيران)             | رضا سخندان (إيران) / محمد رضا منصوري (إيران)                 |                                                                          |
| رافشان إيرماتوف (أوزبكستان)       | عبدوخاميدولو رسولوف (أوزبكستان) / جاخونجير سيدوف (أوزبكستان) |                                                                          |
| محمد عبد الله حسن محمد (الإمارات) | محمد الحمادي (الإمارات) / حسن المهري (الإمارات)              |                                                                          |
| ريوجي ساتو (اليابان)              | تورو ساجارا (اليابان) / هيروشي ياموتشي (اليابان)             |                                                                          |
| نواف شكر الله (البحرين)           | ياسر طليفات (البحرين) / طالب المري (قطر)                     |                                                                          |
| أفريقيا                           | مهدي عابد شريف (الجزائر)                                     | عبد الحق التشيالي (الجزائر)                                              |
| أفريقيا                           | مالانج ديديو (السنغال)                                       | جبريل كامارا (السنغال) / الحاجي ماليك سامبا (السنغال)                    |
| أفريقيا                           | باكاري غاساما (غامبيا)                                       | جيان كلاودي بيروموشاهو (بوروندي)                                         |
| أفريقيا                           | جهاد جريشة (مصر)                                             | رضوان عشيق (المغرب) / وليد أحمد (السودان)                                |
| أفريقيا                           | جاني سيكازوي (زامبيا)                                        | جيرسون إيميليانو دوس سانتوس (أنغولا) / زاخيلي توسي سيليوا (جنوب أفريقيا) |
| أفريقيا                           | باملاك تيسيما وييسا (إثيوبيا)                                | أنور حميلة (تونس)                                                        |
| أمريكا الشمالية                   | جويل أغويلار (السلفادور)                                     | خوان زومبا (السلفادور)                                                   |
| أمريكا الشمالية                   | مارك غايغر (الولايات المتحدة)                                | فرانك أنديرسون (الولايات المتحدة) / جو فليتشر (كندا)                     |
| أمريكا الشمالية                   | خاير ماروفو (الولايات المتحدة)                               | كوري روكويل (الولايات المتحدة)                                           |
| أمريكا الشمالية                   | ريكاردو مونتيرو (كوستاريكا)                                  | خوان كارلوس مورا أرايا (كوستاريكا)                                       |
| أمريكا الشمالية                   | جون بيتي (بنما)                                              | جابرييل فيكتوريا (بنما)                                                  |
| أمريكا الشمالية                   | سيزار أرتورو راموس (المكسيك)                                 | مارفين تورينتيرا (المكسيك) / ميجيل أنخيل هيرنانديز باريديس (المكسيك)     |
| أمريكا الجنوبية                   | خوليو باسكونيان (تشيلي)                                      | كارلوس أستروزا (تشيلي) / كريستيان شيمان (تشيلي)                          |
| أمريكا الجنوبية                   | إنريكي كاسيريس (باراغواي)                                    | إدواردو كاردوزو (باراغواي) / خوان زورييا (باراغواي)                      |
| أمريكا الجنوبية                   | أندريس كونيا (أوروغواي)                                      | نيكولاس تاران (أوروغواي) / ماوريسيو إسبينوسا (أوروغواي)                  |
| أمريكا الجنوبية                   | نيستور بيتانا (الأرجنتين)                                    | هيرنان مايدانا (الأرجنتين) / خوان بابلو بيلاتي (الأرجنتين)               |
| أمريكا الجنوبية                   | ساندرو ريتشي (البرازيل)                                      | إيمرسون دي كارفاليو (البرازيل) / مارسيلو فان جاسي (البرازيل)             |
| أمريكا الجنوبية                   | ويلمار رولدان (كولومبيا)                                     | أليكساندر جوزمان (كولومبيا) / كريستيان دي لا كروز (كولومبيا)             |
| أوقيانوسيا                        | ماثيو كونجر (نيوزيلندا)                                      | سيمون لونت (نيوزيلندا) / تيفيتا ماكاسيني (تونغا)                         |
| أوقيانوسيا                        | نوربرت هاواتا (تاهيتي)                                       | بيرتراند بريال (كاليدونيا الجديدة)                                       |
| أوروبا                            | فيليكس بريش (ألمانيا)                                        | ستيفان لوب (ألمانيا) / مارك بورش (ألمانيا)                               |
| أوروبا                            | جنيد جاقر (تركيا)                                            | بهاء الدين دوران (تركيا) / طارق أونجان (تركيا)                           |
| أوروبا                            | سيرغي كاراسيف (روسيا)                                        | آنتون أفيريانوف (روسيا) / تيخون كالوجين (روسيا)                          |
| أوروبا                            | بيورن كويبرس (هولندا)                                        | ساندر فان رويكيل (هولندا) / إيروين زينسترا (هولندا)                      |
| أوروبا                            | سيمون مارتشينياك (بولندا)                                    | بافيل سوكولنيكي (بولندا) / توماش ليستكيفيتش (بولندا)                     |
| أوروبا                            | أنتونيو ماتيو لاهوز (إسبانيا)                                | باو سيبريان ديفيس (إسبانيا) / روبيرتو دياز بيريز (إسبانيا)               |
| أوروبا                            | ميلوراد ماجيتش (صربيا)                                       | ميلوفان ريستيش (صربيا) / داليبور دجوردجيفيتش (صربيا)                     |
| أوروبا                            | جيانلوكا روتشي (إيطاليا)                                     | إلنينيتو دي ليبراتور (إيطاليا) / ماورو تونوليني (إيطاليا)                |
| أوروبا                            | دامير سكومينا (سلوفينيا)                                     | جوري برابروتنيك (سلوفينيا) / روبرت فوكان (سلوفينيا)                      |
| أوروبا                            | كليمان توربان (فرنسا)                                        | سيريل جرينجوري (فرنسا) / نيكولا دانوس (فرنسا)                            |

## حكام الفيديو المساعدين
| الاتحاد القاري  | الحكم                                |
| --------------- | ------------------------------------ |
| آسيا            | عبد الرحمن الجاسم (قطر)              |
| أمريكا الجنوبية | ويلتون سامبايو (البرازيل)            |
| أمريكا الجنوبية | جيري فارغاس (بوليفيا)                |
| أمريكا الجنوبية | ماورو فيجليانو (الأرجنتين)           |
| أوروبا          | باستيان دانكيرت (ألمانيا)            |
| أوروبا          | أرتور سواريس دياز (البرتغال)         |
| أوروبا          | بافيل جيل (بولندا)                   |
| أوروبا          | ماسيميليانو إيراتي (إيطاليا)         |
| أوروبا          | تياغو برونو لوبيز مارتينز (البرتغال) |
| أوروبا          | داني ماكيلي (هولندا)                 |
| أوروبا          | دانيلي أورساتو (إيطاليا)             |
| أوروبا          | باولو فاليري (إيطاليا)               |
| أوروبا          | فيليكس زواير (ألمانيا)               |